# 로마냐

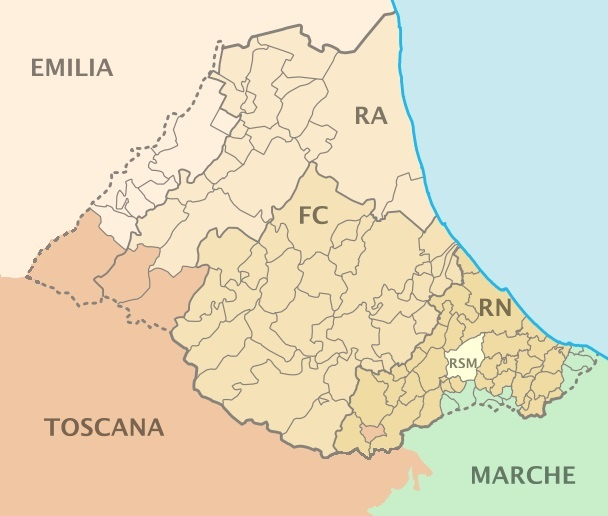
로마냐 지도 (RA = Province of Ravenna, FC = Province of Forlì-Cesena, RN = Province of Rimini, RSM = Republic of San Marino

로마냐(이탈리아어: Romagna)는 오늘날 에밀리아로마냐 주의 남동부와 대략 일치하는 이탈리아의 옛 지명이다. 전통적으로, 남서쪽에는 아펜니노산맥, 동쪽에는 아드리아해, 북쪽과 서쪽에는 각각 레노강과 실라로강이 경계를 이룬다. 이 지역의 주요 도시들에는 체세나, 파엔차, 포를리, 이몰라, 라벤나, 리미니, 산마리노시(산마리노는 옛 로마냐 지역에 육지로 둘러쌓인 내륙 국가이다.)가 포함된다. 로마냐는 최근에 마르케주의 7개 코무니 (카스텔델치, 마이올로, 노바펠트리아, 펜나빌리, 산레오, 산타가타펠트리아, 탈라멜로)가 이 지역으로 옮겨지면서 공식적으로 확장되었으며, 추가된 지역들의 일부 사람들은 로마뇰로 억양을 구사한다.

## 어원
로마냐(Romagna)라는 명칭은 라틴어 로마니아(Romania)에서 온 것으로, 본래 "로마인들이 거주하는 땅"을 총칭하는 명칭이였으며, 5세기 라틴어 문서에서 처음 등장한다. 나중에는 "동로마 제국의 지배를 받는 영토"라는 좀 더 상세한 의미를 갖게 되었으며, 이곳의 시민들은 스스로를 로마인[라틴어로는 로마니(Romani), 그리스어로는 로마이오이(Ῥωμαῖοι)]이라 칭했다. 이에 따라 로마니아라는 용어는 랑고바르드족의 지배를 받는 북부 이탈리아의 다른 지역들을 뜻하는 랑고바르디아(Langobardia) 또는 롬바르디아와 대조되는 라벤나 관구의 관할에 속한 지역을 언급할 때 사용되었다. 로마니아는 이후 속라틴어로 작은 로마니아를 뜻하는 로만디올라(Romandìola)가 됐고, 현대에는 로마냐가 되었다.

## 역사

로마냐의 상징 카베야(Caveja)

### 선사 시대
몬테포졸로 같이 로마냐 지역의 많은 유적들은 이 지역이 구석기 시대 이래로 인류가 거주했음을 보여준다.

### 움브리족과 갈리아족
움브리아어라고 불린 단절된 이탈리아어파 계열 언어를 구사한 움브리족들이 이 지역에 거주했던 이들로 맨 처음 추적할 수 있다. 에트루리아인 역시고 로마냐 일부 지역에 거주했다.
기원전 5세기에 주로 린고네스족, 세노니족, 보이족 등 여러 갈리아 부족들이 이탈리아로 남하했고, 기원전 390년에 로마를 약탈했다. 세노니족은 움브리족을 완전히 복속시키고 로마냐에 정착했다. 세노니족은 그들의 수도 세나 갈리카(Sena Gallica, 세니갈리아)가 있는 안코나 쪽으로 더욱 남하했다. 세노니족들이 과거 거주한 땅은 로마인들에게 아게르 갈리쿠스(ager Gallicus, 갈리아 평원)이라고 알려졌다.
이탈리아 언어학자 자코모 데보토 (Giacomo Devoto)에 의하면, 로마뇰로 억양에 여전히 상당한 켈트어 언어층위가 존재한다고 한다.

### 로마 공화정
로마냐에서 갈리아인들의 우세는 로마인들에게 끊임없이 도전 받았다. 텔라몬 전투에서 로마인들은 켈트 부족 연합군을 격퇴시켰고, 따라서 무티나 (Mutina, 오늘날 모데나)를 중심으로 한 새로운 로마 속주 갈리아 키살피나에 대한 패권을 이뤘다.
제2차 포에니 전쟁 이후에, 친카르타고 세력이던 린고네스족과 세노니족이 추방당했다. 로마냐에 대한 로마의 통치를 강화하기 위하여, 아리미니움 (Ariminium, 리미니)에서 피아켄티아 (Piacentia, 피아첸차)를 연결하는 아이밀리아 가도가 건설됐고, 많은 로마 식민지들이 세워졌다. 그 중 가장 중요했던 곳들은 포룸 리비이 (Forum Livii, 포를리), 포룸 코르넬리이 (Forum Cornelii (이몰라), 포룸 포필리 (Forum Popili, 포를리포폴리)였다. 동맹시 전쟁 이후, 율리아 법이 기원전 90년에 도입됐고, 로마 시민권이 포강 이남의 모든 무니키피아에 주어졌다.
가이우스 마리우스와 루키우스 코르넬리우스 술라 사이에 일어난 제1차 내전에서 로마냐의 대다수 도시들은 마리우스을 지지했다. 이 결과로, 술라의 군대가 포룸 리비이와 카이세나를 파괴했고, 로마냐 지역은 약탈되었다.
제1차 삼두정치 시기에 로마 공화정은 로마냐를 루비콘강을 따라 나누었다. 오늘날 로마냐 지역의 대부분은 루비콘강 아래에 위치한 아리미니움을 제외하면 율리우스 카이사르의 지배를 받았다. 기원전 49년에, 당시 라벤나에서 거주하던 카이사르는 13군단을 이끌고 루비콘강을 건너 카이사르의 내전 시작을 알렸다.

### 로마 제국
악티움 해전에서 완승을 거둔, 아우구스투스는 1세기 간 지속된 팍스 로마나 막을 열었다. 갈리아 키살피나 전역이 로마 속주 이탈리아로 통합되었다. 기원전 7년쯤, 아우구스투스는 11개의 레기오네스(regiones)로 이탈리아 전역을 나눴다. 11개의 레기오네스에서 로마냐 대부분 (리미니 제외)은 8번째 지역인 아이밀리아(Aemilia)였다.
3세기가 시작될쯤에, 디오클레티아누스는 제국을 4개의 현으로 다시 나누고, 그 나뉜 현을 관구로 나눴고, 그 관구를 속주로 나눴다. 새로운 체계에서 이탈리아는 단지 제국의 속주로 격하되었다. 오늘날 로마냐는 플라미니아와 피케눔(Flaminia et Picenum) 속주로 편성되었다.
늡과 습지로 둘려쌓여있던 라벤나가 서서히 번창하고 중요성이 증대했으며, 로마 함대가 주둔했다. 아드리아해의 중요 항구로 발전하였다. 하지만 330년에 로마 제국의 수도가 라벤나에 주둔하던 함대와 함께 콘스탄티노폴리스로 옮겨졌고, 따라서 아드리아해의 해안 방어는 약해졌다.

### 게르만족 이주와 라벤나 관구
5세기가 시작되면서 로마 제국내로 게르만족 대이동이 더욱 증가했다. 402년에 호노리우스는 서로마 제국의 수도를 메디올라눔에서 라벤나로 옮겼는데, 주된 동기는 그곳이 방어에 유용해서였다. 8년 뒤에, 서고트족의 알라리쿠스 1세가 로마시를 약탈했다. 476년에 오도아케르는 라벤나에서 로물루스를 폐위시켰는데, 이는 서로마 제국의 멸망을 나타냈다.
황제 제논에게 자극을 받은, 테오도리쿠스 마그누스는 동고트족을 이끌고 이탈리아로 향했다. 그는 493년 라벤나에 입성하여 오도아케르을 죽이고, 로마인과 고트족의 2중 왕국을 세웠다. 동고트족 지배하에서 이칼리아는 부분적으로 과거의 번영을 되찾았다.
535년에 유스티니아누스 1세는 고트 전쟁을 시작했다. 20년간 전쟁이 벌어졌고, 동고트족은 결국엔 복속되었다. 인구가 줄어들고 황폐해진 이탈리아 반도는 라벤나 관구장의 통치를 받았다. 그러나 제국의 영향력은 10년이 조금 넘게밖에 유지되지 못 했다. 568년에 새로운 게르만 부족인 랑고바르드족이 이탈리아에 들어와, 파비아를 자신들의 수도로 삼았다. 동로마 제국은 여러 해안 도시들과 더불어, 페루자를 통과하는 좁은 영토로 연결된 라벤나와 로마 주변 일대의 지역들만 간신히 지켜낼 수 있었다. 제국의 국경은 볼로냐로 후퇴되었다.
727년에 랑고바르드족의 왕 리우트프란트는 비잔티움을 상대로 전쟁을 재개하여, 로마냐 대부분을 차지하고 라벤나를 포위했다. 이 영토들은 730년 비잔티움에게 반환된다. In 737년에 리우트프란트는 다시 한번 로마냐를 침입하여 라벤나를 점령한다. 라벤나 관구장 에우티키오스는 베네치아인들의 도움으로 740년에 로마냐를 탈환해냈다. 결국에는 다른 랑고바르드족 왕 아이스툴프가 다시 한번 로마냐를 정복함으로써, 751년에 라벤나 관구의 막을 내려버렸다.

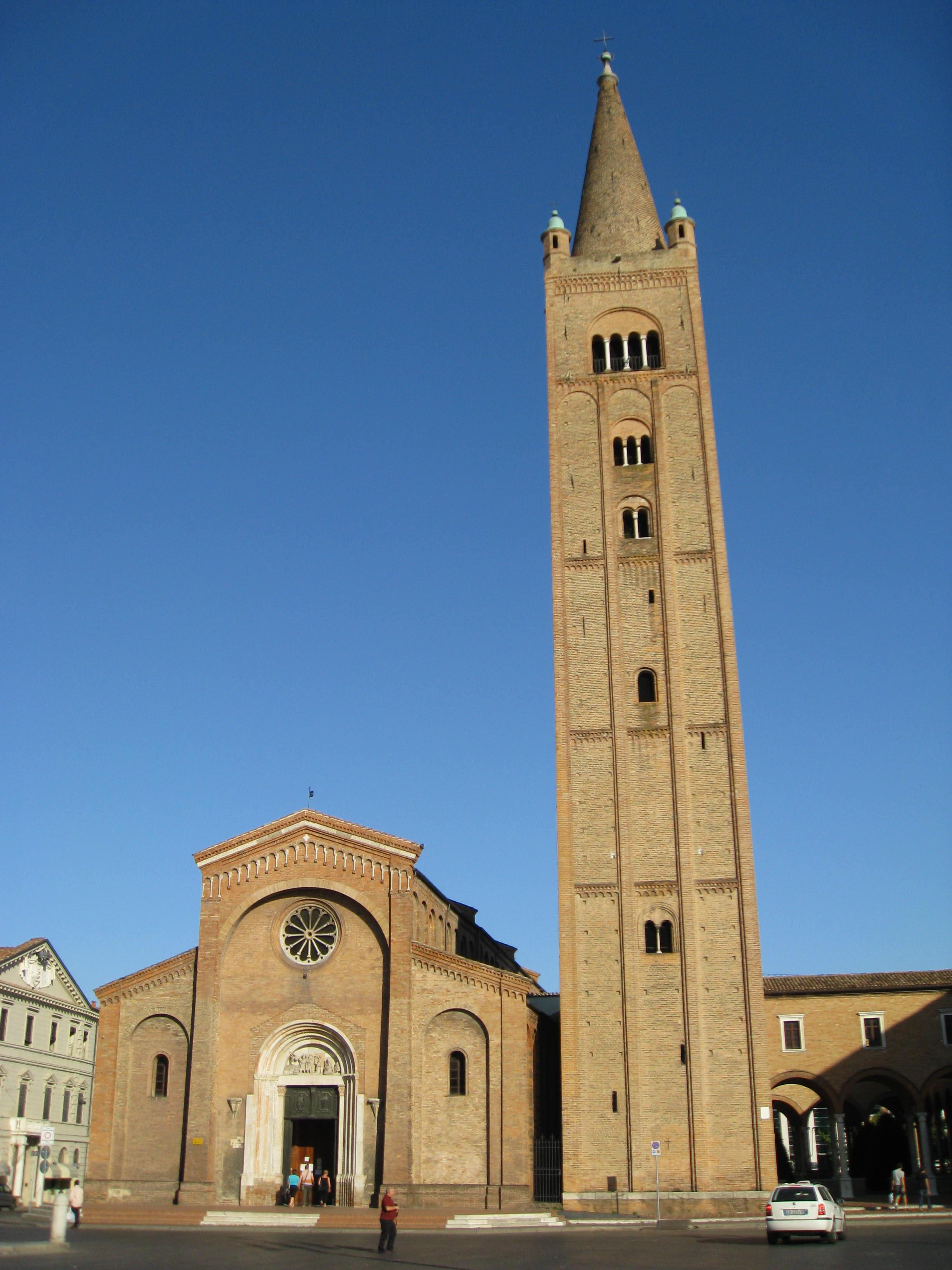
1180년에 지어진 포를리의 산 메르쿠리알레 수도원

### 교황령 시기
1278년에 독일왕 루돌프 1세는 로마냐를 교황령에 공식적으로 양도했다. 그러나 오랜 기간 명목상 교황령에 속해 있었을뿐으로 교황의 직접적인 통치를 받지 않고 독립적인 자치가 이루어지고 있었다. 그 지역은 포를리의 오르델라피가나 리미니의 말라테스타가 같은 여러 지방 영주들로 나뉘어 있었는데, 그 중 다수는 친교황 세력인 구엘프에 대적하는 기벨린에 속했다.
이런 상황은 아비뇽 유수(1309~1377)와 서방교회 대분열(1378~1417) 사건이 종료된후 교황권이 안정되며 강해진 15세기 말부터 변화하기 시작했는데, 힘이 강력해진 교황들은 점차 이 분열된 지역에 자신들의 권위를 재주장했다. 로마냐의 일부는 베네치아를 포함한 다른 국가들이 차지했었는데, 그 중 대부분은 포를리와 체르비아, 요새 도시로 유명한 테라델솔레를 가지고 있던 피렌체 공화국 소유였다. 피렌체령 로마냐는 1920년대까지 토스카나에 속했었다.

1280년 무렵 옛 사건을 묘사한, 요제프 안톤 코호의 잔초토 말라테스타에게 습격 당하는 파올로 다 말라테스타와 프란체스카 다 리미니 (1805년).

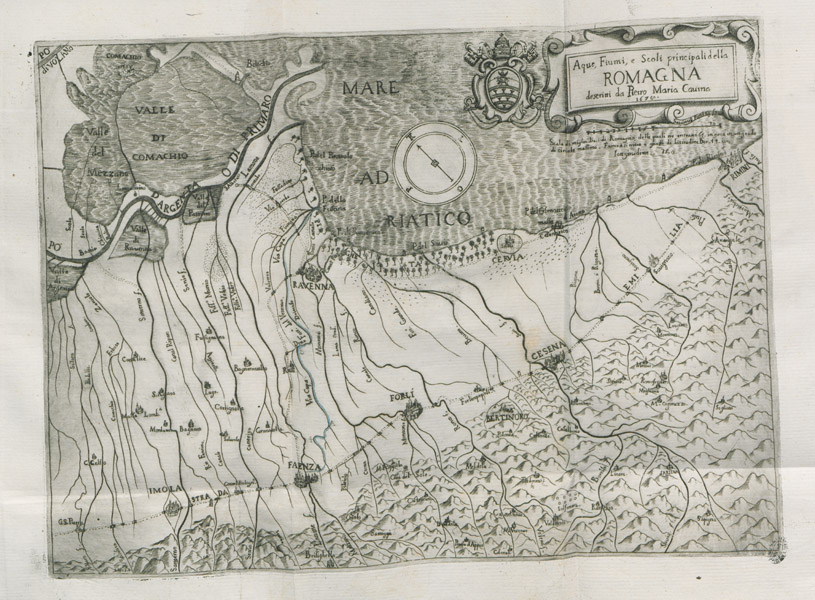
17세기 로마냐

교황 식스토 4세는 이몰라를 매입하고 포를리를 빼앗아 자신의 조카에게 통치하도록 했다. 또한 페라라 전쟁(1482~84)을 일으켜 페라라를 차지하려 조카들에게 주려했으나 뜻을 이루지는 못했다. 1500년에 교황 알렉산데르 6세의 사생아 체사레 보르자는 스스로 단명한 로마냐 공국을 만들어냈으나, 그의 영지는 교황이 사망한 뒤 교황령으로 재흡수되었다.
교황 율리오 2세는 1506년에 무장을 하고 직접 군대를 이끌며 볼로냐와 페루자를 정복하기도 했다. 교황 레오 10세는 로마냐 공국을 만들어 자신의 출신 가문이 통치하도록 하기 위해 1517년 우르비노 전쟁을 일으켜 무력으로 우르비노를 점령하기도 했다.
샤토캉브레지 조약은 파르마 피아첸차 공국의 파르네세가, 페라라와 모데나 레조 공국의 에스테가, 교황령 사이로 나뉘었다. 페라라 공국은 신성 로마 제국령인 모데나와 레조의 영지를 유지하고 있는 분가가 있는 가운데, 1597년에 에스테가의 본가가 단절되었기에, 교황령에 합병되었다.
이 상황은 비극적인 사건들 (루고 학살, 약탈, 과징세, 체세나 대학교 파괴)을 가져왔지만 사회적, 정치적 분야에 혁명적 사상을 불러오기도 한 1796년 프랑스의 침략이 일어날 때까지 지속됐다. 나폴레옹 통치 시기의 로마냐는 피노(Pino, 라벤나)와 루비코네(Rubicone, 포를리) 주가 만들어지면서, 최초로 고유의 존재로서 인정받았다. When in 1815년 빈 조약으로 전쟁 이전 상황으로 복귀되었을 때, 비밀리에 반교황적 단체들이 조직되었고, 1820년, 1830–31년과 1848년에 폭동이 발생했다.
이 저항은 마치니의 프로파간다와 주세페 가리발디의 직접 행동에서 유발되었다. 펠리체 오르시니, 피에로 마론첼리, 아우렐리오 사피 같은 이들은 이탈리아 리소르멘토의 주역들이였다.

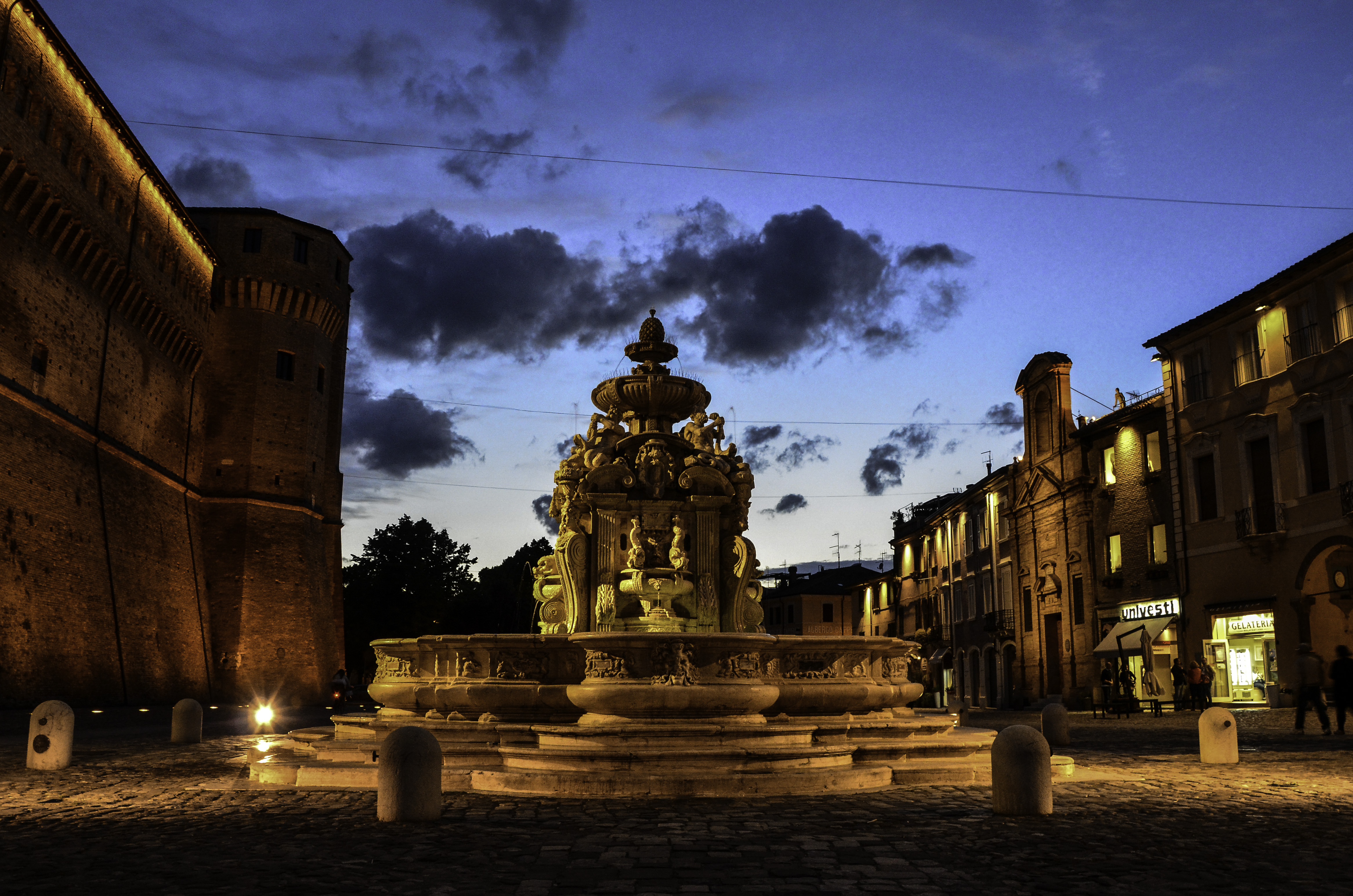
체세나의 피아차 델 포폴로

### 통일 이탈리아에서
1860년 이탈리아 통일이 이루어진 후, 로마냐는 위에 언급했었던 유명 인물들의 위험하고 사회를 흔드는 성향들을 두려워하던 사보이아 군주들에게서 별개 지위를 보상받지 못 했다.
20세기 초에 로마냐의 자치권은 알도 스팔리치, 주세페 푸시니, 에밀리오 루수 외 다른 이들이 옹호해 주었다. 에밀리아로마냐주에서 분리하자는 운동이 1990년에 생기기도 했다.